# Vålerenga Fotball 2009
Questa voce raccoglie le informazioni riguardanti il Vålerenga Fotball nelle competizioni ufficiali della stagione 2009.

## Rosa
| N. |                          | Ruolo | Calciatore             |
| -- | ------------------------ | ----- | ---------------------- |
| 1  | Stati Uniti (bandiera)   | P     | Troy Perkins           |
| 3  | Norvegia (bandiera)      | D     | Andreas Nordvik        |
| 3  | Danimarca (bandiera)     | D     | Allan Jepsen           |
| 4  | Norvegia (bandiera)      | D     | André Muri             |
| 5  | Norvegia (bandiera)      | D     | Erik Hagen             |
| 6  | Norvegia (bandiera)      | D     | Freddy dos Santos      |
| 7  | Nuova Zelanda (bandiera) | C     | Jack Pelter            |
| 7  | Norvegia (bandiera)      | A     | Daniel Fredheim Holm   |
| 8  | Norvegia (bandiera)      | C     | Martin Andresen        |
| 9  | Honduras (bandiera)      | A     | Mario Roberto Martínez |
| 10 | Norvegia (bandiera)      | A     | Håvard Nielsen         |
| 10 | Norvegia (bandiera)      | C     | Lars Iver Strand       |
| 11 | Norvegia (bandiera)      | C     | Morten Berre           |
| 13 | Norvegia (bandiera)      | D     | Jarl André Storbæk     |
| 14 | Norvegia (bandiera)      | A     | Bengt Sæternes         |
| 17 | Norvegia (bandiera)      | C     | Mohammed Fellah        |

| N. |                      | Ruolo | Calciatore          |
| -- | -------------------- | ----- | ------------------- |
| 18 | Venezuela (bandiera) | D     | Juan Fuenmayor      |
| 19 | Norvegia (bandiera)  | C     | Dawda Leigh         |
| 20 | Norvegia (bandiera)  | A     | Mostafa Abdellaoue  |
| 21 | Giamaica (bandiera)  | A     | Luton Shelton       |
| 22 | Norvegia (bandiera)  | D     | Birger Madsen       |
| 23 | Norvegia (bandiera)  | C     | Kristofer Hæstad    |
| 24 | Norvegia (bandiera)  | D     | Stefan Strandberg   |
| 26 | Serbia (bandiera)    | C     | Bojan Zajić         |
| 27 | Norvegia (bandiera)  | C     | Adnan Haidar        |
| 28 | Norvegia (bandiera)  | C     | Harmeet Singh       |
| 30 | Norvegia (bandiera)  | P     | Øyvind Bolthof      |
| 31 | Norvegia (bandiera)  | C     | Kristian Brix       |
| 33 | Norvegia (bandiera)  | D     | Amin Nouri          |
| 34 | Norvegia (bandiera)  | P     | Gudmund Kongshavn   |
| –– | Norvegia (bandiera)  | A     | Mohammed Abdellaoue |

## Risultati

### Superfinalen
| Arbitro: | Hauge (Bergen) |

|                                         |           |                     |
| Nannskog 19’ Kobayashi 38’ Pálmason 56’ | Marcatori | 48’ Moh. Abdellaoue |

### Campionato

#### Girone di andata
| Arbitro: | Skjerven (Kaupanger) |

|                                  |           |  |
| Iversen 45’ Olsen 60’ Tettey 71’ | Marcatori |  |

| Arbitro: | Helgerud (Lier) |

|              |           |             |
| Sæternes 29’ | Marcatori | 34’ Kopteff |

| Arbitro: | Olsen (Kristiansand) |

|                                |           |                                            |
| Andresen 45’ Fredheim Holm 72’ | Marcatori | 9’, 43’ Moldskred 19’ Rushfeldt 62’ Strand |

| Arbitro: | Skjerven (Kaupanger) |

|           |           |                                       |
| Kippe 90’ | Marcatori | 23’ (aut.) Occean 80’ Mos. Abdellaoue |

| Arbitro: | Staberg |

|                     |           |          |
| Moh. Abdellaoue 11’ | Marcatori | 4’ Solli |

| Arbitro: | Hagen (Grue) |

|                  |           |                                  |
| Bentley 48’, 74’ | Marcatori | 12’ Moh. Abdellaoue 81’ Sæternes |

| Arbitro: | Moen (Haugesund) |

|                                |           |                                    |
| Moh. Abdellaoue 67’ Hæstad 84’ | Marcatori | 40’ Fevang 73’ Hulsker 90’ Bolaños |

| Arbitro: | Helgerud (Lier) |

|  |           |                                    |
|  | Marcatori | 26’ Leigh 49’ dos Santos 79’ Zajić |

| Arbitro: | Hauge (Bergen) |

|                    |           |            |
| Zajić 18’ Muri 41’ | Marcatori | 73’ Barsom |

| Arbitro: | Sandmoen |

|                                             |           |                                                  |
| Obiefule 49’ Pratto 54’, 69’ Guastavino 87’ | Marcatori | 34’, 56’ Hæstad 61’ Sæternes 77’ Mos. Abdellaoue |

| Arbitro: | Berntsen (Vang) |

|              |           |  |
| Sæternes 83’ | Marcatori |  |

| Arbitro: | Helgerud (Lier) |

|  |           |                               |
|  | Marcatori | 13’ Zajić 45’ Hæstad 65’ Muri |

| Arbitro: | Olsen (Kristiansand) |

|  |           |              |
|  | Marcatori | 23’ Nannskog |

| Arbitro: | Sælen (Bergen) |

|  |           |                                  |
|  | Marcatori | 38’ Sæternes 89’ Moh. Abdellaoue |

| Arbitro: | Johnsen |

|                              |           |             |
| Zajić 6’ Moh. Abdellaoue 90’ | Marcatori | 53’ Martins |

#### Girone di ritorno
| Arbitro: | Staberg |

|          |           |                           |
| Muri 39’ | Marcatori | 70’ (aut.) Muri 90’ Prica |

| Arbitro: | Helgerud (Lier) |

|                             |           |                     |
| Mathisen 4’, 41’ Arneng 23’ | Marcatori | 32’ Muri 90’ Fellah |

| Arbitro: | Helgerud (Lier) |

|                           |           |  |
| Knarvik 34’ Rushfeldt 88’ | Marcatori |  |

| Arbitro: | Hauge (Bergen) |

|  |           |                            |
|  | Marcatori | 26’ Brenne 66’, 87’ Kovács |

| Arbitro: | Berntsen (Vang) |

|                                        |           |  |
| Nordkvelle 45’ Pedersen 67’ Amewou 90’ | Marcatori |  |

| Arbitro: | Moen (Haugesund) |

|  |           |           |
|  | Marcatori | 88’ Kippe |

| Arbitro: | Olsen (Kristiansand) |

|                                        |           |                   |
| Nannskog 21’ Kobayashi 58’ Høiland 75’ | Marcatori | 28’, 42’ Sæternes |

| Arbitro: | Helgerud (Lier) |

|                         |           |              |
| Shelton 39’ Storbæk 71’ | Marcatori | 18’ M. Diouf |

| Arbitro: | Olsen (Kristiansand) |

|                                       |           |           |
| Andersson 17’ Éverton 56’ Wallace 60’ | Marcatori | 45’ Berre |

| Arbitro: | Øvrebø (Oslo) |

|                                        |           |             |
| Sæternes 5’, 8’ Fellah 16’ Shelton 51’ | Marcatori | 34’ F. Dahm |

| Arbitro: | Helgerud (Lier) |

|  |           |                     |
|  | Marcatori | 53’ Zajić 81’ Singh |

| Arbitro: | Helgerud (Lier) |

|                                            |           |          |
| Sæternes 7’ Madsen 50’ Moh. Abdellaoue 52’ | Marcatori | 14’ Ijeh |

| Arbitro: | Olsen (Kristiansand) |

|          |           |                          |
| Moen 63’ | Marcatori | 33’ Shelton 89’ Sæternes |

| Arbitro: | Hauge (Bergen) |

|             |           |                        |
| Storbæk 54’ | Marcatori | 42’ (rig.), 63’ Mjelde |

| Arbitro: | Staberg |

|                                |           |  |
| Perkins 73’ (aut.) Goodson 87’ | Marcatori |  |

### Coppa di Norvegia
| Arbitro: | Lundby |

|               |           |                                                                          |
| Pettersen 18’ | Marcatori | 3’ Mos. Abdellaoue 13’ Fellah 24’, 26’ Sæternes 55’ Martínez 66’ Storbæk |

| Ski 28 maggio 2009, ore 18:00 CEST Secondo turno                        | Follo     | 0 – 2 referto           | Vålerenga | Ski Stadion |
| \| \| \| \| \| Pettersen 18’ \| Marcatori \| 10’ Fellah 66’ Sæternes \| |           |                         |           |             |
|                                                                         |           |                         |           |             |
| Pettersen 18’                                                           | Marcatori | 10’ Fellah 66’ Sæternes |           |             |

| Oslo 17 giugno 2009, ore 18:00 CEST Terzo turno                                                    | Vålerenga | 5 – 3 referto          | Ullensaker/Kisa | Ullevaal Stadion |
| \| \| \| \| \| Zajić 19’, 63’, 68’ Hæstad 33’ Fellah 42’ \| Marcatori \| 37’, 77’, 87’ Soltvedt \| |           |                        |                 |                  |
| |           |                        |                 |                  |
| Zajić 19’, 63’, 68’ Hæstad 33’ Fellah 42’                                                          | Marcatori | 37’, 77’, 87’ Soltvedt |                 |                  |

| Arbitro: | Skjerven (Kaupanger) |

|                           |           |          |
| Fellah 45’, 72’ Singh 57’ | Marcatori | 81’ Paul |

| Oslo 9 agosto 2009, ore 16:00 CEST Quarti di finale                                                                | Vålerenga | 4 – 3 referto                   | Tromsø | Ullevaal Stadion (4.873 spett.) |
| \| \| \| \| \| Sæternes 21’, 85’ Hæstad 74’ Koppinen 90’ (aut.) \| Marcatori \| 8’ Rushfeldt 25’, 38’ Moldskred \| |           |                                 |        |                                 |
| |           |                                 |        |                                 |
| Sæternes 21’, 85’ Hæstad 74’ Koppinen 90’ (aut.)                                                                   | Marcatori | 8’ Rushfeldt 25’, 38’ Moldskred |        |                                 |

| Arbitro: | Moen (Haugesund) |

|                                                                     |           |                                     |
| Hoseth 78’ (rig.) P. Diouf 83’, 95’ Thioune 105’, 120’ Moström 120’ | Marcatori | 45’ Singh 81’, 117’ Moh. Abdellaoue |

### Europa League
| Arbitro: | Deaconu |

|             |           |                         |
| Storbæk 13’ | Marcatori | 31’ Lino 37’ Muslimović |

| Arbitro: | Banti |

|  |           |           |
|  | Marcatori | 60’ Berre |